# Typhlocarcinodes
Typhlocarcinodes is een geslacht van kreeftachtigen uit de klasse van de Malacostraca (hogere kreeftachtigen).

## Soorten
- Typhlocarcinodes integifrons (Miers, 1881)
- Typhlocarcinodes integrifrons (Miers, 1881)
- Typhlocarcinodes piroculatus Rathbun